# Alpha and Omega (album de Bizzy Bone)
Pour les articles homonymes, voir Alpha et oméga (homonymie).
Albums de Bizzy Bone
The Gift
(2001) The Beginning and the End
(2004)
Alpha and Omega est le troisième album studio de Bizzy Bone, sorti le 19 octobre 2004.
L'album s'est classé 27e au Top R&B/Hip-Hop Albums et 152e au Billboard 200.

## Liste des titres
| No  | Titre                                               | Contient un (des) sample(s) de        | Durée |
| --- | --------------------------------------------------- | ------------------------------------- | ----- |
| 1.  | No Intro                                            |                                       | 3:40  |
| 2.  | Not Afraid                                          |                                       | 4:19  |
| 3.  | Died 4 U (featuring Big B)                          |                                       | 4:29  |
| 4.  | Murdah (featuring Prince Rasu, King Josiah et Capo) |                                       | 6:21  |
| 5.  | Capo                                                |                                       | 0:42  |
| 6.  | Tha Streets (featuring Capo et Prince Rasu)         |                                       | 4:27  |
| 7.  | My Niggaz (featuring Hollis Jae)                    |                                       | 4:26  |
| 8.  | Thug World                                          | Hey Young World de Slick Rick         | 3:47  |
| 9.  | I Understand (featuring Big B)                      |                                       | 5:01  |
| 10. | We Play                                             |                                       | 5:04  |
| 11. | All in Together (featuring Hollis Jae)              |                                       | 5:00  |
| 12. | Everywhere I Go (featuring Big B)                   |                                       | 4:26  |
| 13. | Sit Back Relax (featuring Hollis Jae)               | Angela (Theme From Taxi) de Bob James | 3:25  |
| 14. | Better Run, Better Hide                             |                                       | 3:51  |